# Josh Alexander
Joshua Lemay (Bolton, 29 de maio de 1987), mais conhecido pelo seu nome no ringue Josh Alexander, é um lutador profissional canadense. Ele trabalha atualmente para a All Elite Wrestling (AEW), onde ele é membro da Don Callis Family. Ele também faz aparições pela Maple Leaf Pro Wrestling (MLP), onde é o atual e primeiro campeão canadense da MLP. Ele é mais conhecido por seu tempo na Total Nonstop Action Wrestling (TNA) de 2019 a 2025, onde foi duas vezes campeão mundial da TNA, com seu segundo reinado sendo o mais longo da história da empresa, com 335 dias, além de ter sido uma vez campeão da X Division da TNA. Entre suas conquistas individuais fora da TNA, destaca-se como campeão de peso pesado da AAW em uma ocasião.
Especialista em duplas, Alexander conquistou vários campeonatos de duplas em diferentes promoções, sendo mais notável sua parceria com Ethan Page como The North (anteriormente Monster Mafia). Juntos, foram campeões mundiais de duplas da PWG uma vez e, mais notavelmente, campeões mundiais de duplas do Impact duas vezes, com o primeiro reinado sendo o mais longo da história da empresa, com 380 dias.

## Carreira na luta livre profissional

### Circuito independente (2005–2024)
Josh Alexander foi treinado para lutar por Johnny Devine. Ele fez sua estreia em 2005 e iniciou sua carreira no circuito independente canadense. Em 2010, conheceu o lutador Ethan Page na promoção Alpha-1, em Ontário, onde os dois se tornaram grandes amigos. Um ano depois, formaram a dupla Monster Mafia, lutando em várias promoções, incluindo Ring of Honor (ROH) e AAW Wrestling. Em 2013, Alexander sofreu uma lesão no pescoço durante uma luta na AAW. Após um período de recuperação, ele retornou ao ringue, mas alguns meses depois, reintegrou a lesão no pescoço durante uma luta de teste na ROH contra ReDRagon. Ele havia herniado um disco e teve que passar por uma fusão das vértebras C5-C6 para corrigir o problema.
No entanto, ele não tirou folga durante esse período e manteve a lesão em segredo, não querendo perder a oportunidade de trabalhar com a ROH. Em fevereiro de 2015, Monster Mafia fez sua estreia na Pro Wrestling Guerrilla (PWG), enfrentando The Young Bucks em sua primeira luta. Alexander se lesionou no pescoço novamente em uma luta contra Matt Sydal e Chris Sabin, mas, mais uma vez, ele continuou a lutar. Ele e Page participaram do torneio anual Dynamite Duumvirate Tag Team Title Tournament em maio, e venceram o Campeonato Mundial de Duplas da PWG na primeira luta contra Joey Ryan e Candice LeRae. O reinado foi curto, já que perderam os títulos ainda naquela noite. Em julho de 2015, Alexander passou por uma cirurgia no pescoço e anunciou sua aposentadoria do wrestling.
Após ele e Page seguirem caminhos diferentes, Alexander lutou por diversas promoções, incluindo Absolute Intense Wrestling (AIW), Progress Wrestling e Beyond Wrestling, entre outras.

### Impact Wrestling/Total Nonstop Action Wrestling (2019–2025)

#### The North (2019–2021)

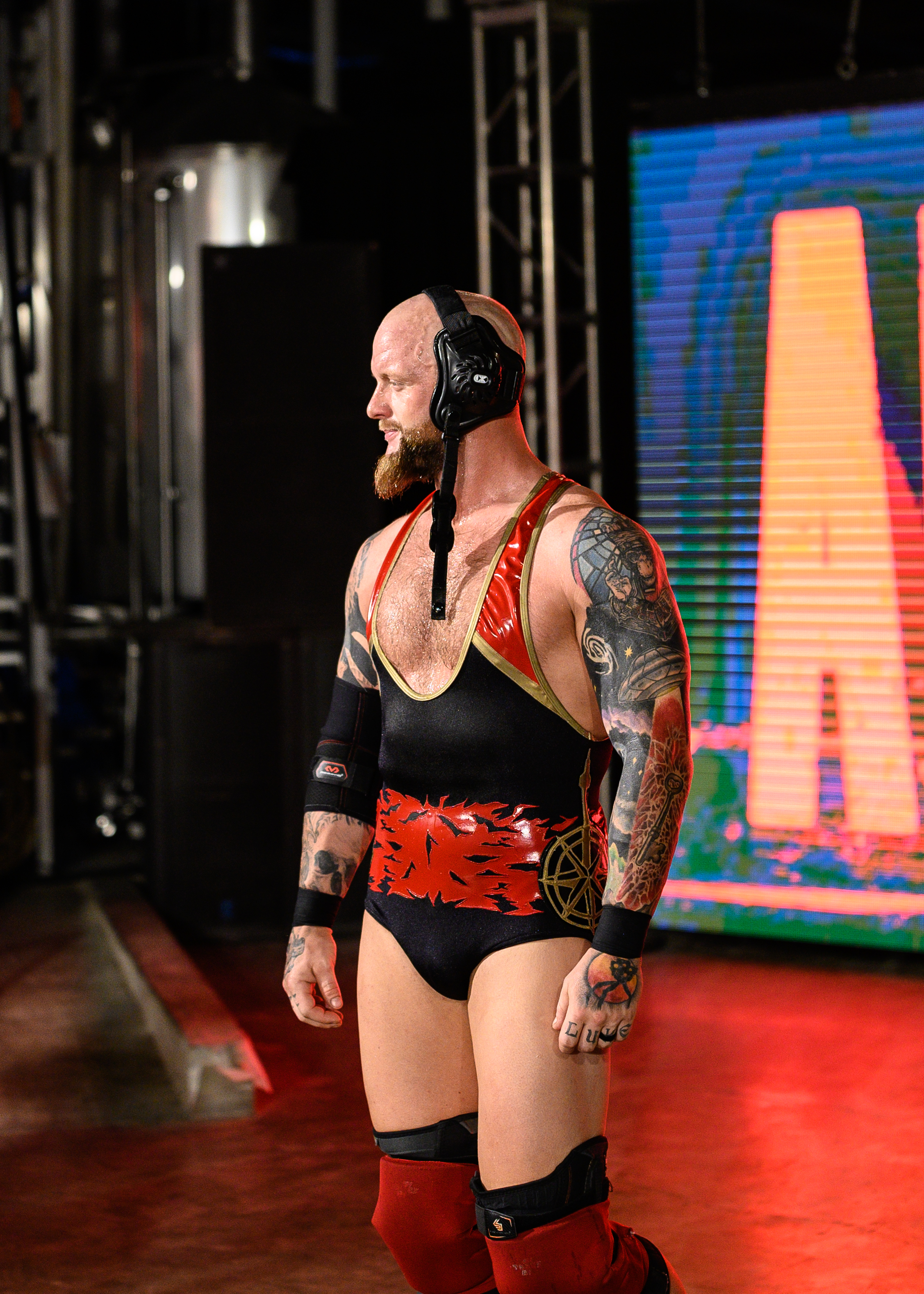
Em 2019, Alexander assinou um contrato com o Impact Wrestling.

Alexander começou a aparecer no Impact Wrestling em 2018, fazendo participações no Xplosion como jobber contra nomes como Killer Kross e Matt Sydal. Em fevereiro de 2019, Alexander assinou um contrato de três anos com a promoção. O Impact Wrestling então começou a promover a estreia de Alexander com um documentário online produzido pelo cineasta de Toronto, Glen Matthews. Alexander se reuniu com Ethan Page sob o nome de The North, derrotando El Reverso e Sheldon Jean no episódio de 12 de abril do Impact!, estabelecendo-se como um vilão (heel). The North se uniu a Moose para derrotar The Rascalz em uma luta de trios no evento Rebellion, marcando a estreia de Alexander em um pay-per-view do Impact.
No episódio de 14 de junho do Impact!, The North derrotou Rob Van Dam e Sabu para garantir uma oportunidade pelo Campeonato Mundial de Duplas contra The Latin American Xchange (Santana e Ortiz) no evento Bash at the Brewery em 5 de julho. The North venceu o LAX no evento para conquistar o título pela primeira vez. The North manteve os títulos contra o LAX e The Rascalz em uma luta three-way de duplas no Slammiversary, na sua primeira defesa de título. A equipe continuou a manter os títulos pelo resto do ano contra Reno Scum e a equipe de Rich Swann e Willie Mack no Unbreakable, a equipe de Swann e Mack e a equipe de Rob Van Dam e Rhino no Bound for Glory, e Swann e Mack no Turning Point. Eles se tornaram os campeões de duplas mais longos da história do Impact, mantendo os títulos em 2020 contra Willie Mack em uma luta handicap no Hard To Kill, The Rascalz no Sacrifice e a equipe de Ken Shamrock e Sami Callihan no Slammiversary, até perderem os títulos para The Motor City Machine Guns no episódio de 21 de julho do Impact!.
The North desafiou sem sucesso os Motor City Machine Guns em uma revanche pelo Campeonato Mundial de Duplas no Emergence, mas recuperaram os títulos no Bound for Glory, antes de perdê-los algumas semanas depois para The Good Brothers no Turning Point. Em seguida, Alexander e Page começaram uma história onde não estavam se dando bem como equipe, o que culminou na saída de Page do Impact.

#### Campeão daX Division(2021–2022)
Após a saída de Ethan Page, Alexander retornou à competição individual. Ele enfrentou Brian Myers no pré-show do Hard To Kill, mas foi derrotado. No episódio de 19 de janeiro do Impact!, Alexander virou face (herói) ao confrontar Ace Austin nos bastidores. Ele foi então atacado por Austin e Madman Fulton até que o novo contratado Matt Cardona aparecesse para equilibrar as coisas. Isso culminou em uma luta de duplas na semana seguinte, onde Alexander e Cardona saíram vitoriosos.
No No Surrender, Alexander venceu uma luta Triple Threat Revolver para se tornar o desafiante número um ao Campeonato da X Division do Impact, mas acabou perdendo para TJP no episódio de 16 de fevereiro do Impact!. No Rebellion, ele derrotou Ace Austin e TJP para conquistar o Campeonato da X Division pela primeira vez. No episódio de 29 de abril do Impact!, Alexander fez sua primeira defesa bem-sucedida do título contra Austin. No Under Siege, em 15 de maio, ele manteve o título com sucesso contra El Phantasmo, talento da New Japan Pro-Wrestling (NJPW). Em 3 de junho, Alexander defendeu o título contra TJP na primeira luta Iron Man de 60 minutos da história do Impact, vencendo por 2-1 na prorrogação. No Slammiversary, em 17 de julho, Alexander manteve seu Campeonato da X Division em uma luta Ultimate X contra Austin, Chris Bey, Petey Williams, Rohit Raju e Trey Miguel. Ele então manteve o título contra Black Taurus no Homecoming, contra Jake Something no Emergence e contra Chris Sabin no Victory Road.
Mais tarde naquela noite no Victory Road, Alexander confrontou o campeão mundial do Impact, Christian Cage (que havia retido seu título momentos antes contra Ace Austin), invocando a Option C para abrir mão do Campeonato da X Division em troca de uma oportunidade pelo Campeonato Mundial na luta principal do Bound for Glory. No Bound for Glory, em 23 de outubro, Alexander derrotou Cage para conquistar o Campeonato Mundial do Impact. No entanto, enquanto comemorava com sua família, ele perdeu o título para Moose, que utilizou seu troféu do Call Your Shot Gauntlet. No Turning Point, Alexander desafiou Moose, mas foi atacado pelo estreante Jonah. No Hard To Kill, Alexander derrotou Jonah. Em 14 de fevereiro de 2022, Alexander anunciou que seu contrato com o Impact Wrestling e seu visto de trabalho nos EUA haviam expirado. Um angle foi criado para tirá-lo da televisão durante o episódio de 10 de fevereiro do Impact!, onde o presidente do Impact, Scott D'Amore, o "mandou para casa".

#### Campeão Mundial do Impact mais longevo da história (2022–2023)
No Sacrifice em 5 de março, Alexander fez seu retorno ao Impact Wrestling, atacando o campeão mundial do Impact, Moose, após sua luta contra Heath. Alexander revelou que havia assinado um novo contrato de múltiplos anos com o Impact Wrestling e desafiou Moose pelo Campeonato Mundial do Impact na luta principal do Rebellion. No Rebellion, Alexander derrotou Moose para conquistar o Campeonato Mundial do Impact pela segunda vez. Em 7 de maio, no Under Siege, ele fez sua primeira defesa bem-sucedida do título contra o talento da NJPW, Tomohiro Ishii. No Slammiversary, em 19 de junho, ele manteve com sucesso o título contra Eric Young. Alexander também defendeu com sucesso seu título mundial contra Joe Doering no Against All Odds, quebrando a sequência invicta de Doering no Impact Wrestling.
Em 31 de julho, no evento Ric Flair's Last Match, Alexander defendeu o título contra o talento da Major League Wrestling (MLW), Jacob Fatu, mas a luta terminou sem resultado devido à interferência de Brian Myers, Matt Cardona e Mark Sterling. Em 12 de agosto, no Emergence, Alexander manteve com sucesso o título mundial contra Alex Shelley. Em 23 de setembro, no Victory Road, ele se juntou a Heath e Rich Swann para enfrentar Honor No More (Eddie Edwards, Matt Taven e Mike Bennett) em uma luta de trios, sofrendo sua primeira derrota por pinfall em quase um ano. No Bound for Glory, Alexander fez mais uma defesa bem-sucedida contra Edwards, antes de ser confrontado pelo vencedor do Call Your Shot Gauntlet, Bully Ray. Em 18 de novembro, no Over Drive, Alexander manteve o título contra Frankie Kazarian. No episódio de 8 de dezembro do Impact!, Alexander lutou contra Mike Bailey por quase uma hora para defender com sucesso seu título, recebendo críticas positivas dos fãs e da mídia especializada.
Alexander foi um campeão viajante, defendendo o título fora do Impact e internacionalmente contra adversários como Jacob Fatu (no Ric Flair's Last Match), Kez Evans, Kevin Blackwood e o campeão mundial dos pesos pesados da MLW, Alexander Hammerstone (em uma luta de título contra título).
Em 4 de janeiro de 2023, Alexander superou o reinado de 256 dias de Bobby Roode, tornando-se o campeão mundial do Impact com o reinado mais longo da história. Nove dias depois, no Hard To Kill, Alexander derrotou o vencedor do Call Your Shot Gauntlet, Bully Ray, em uma luta Full Metal Mayhem para manter o título. Em 24 de fevereiro, no No Surrender, Alexander derrotou Rich Swann para continuar seu reinado. Ele também fez outra defesa bem-sucedida contra o talento da NJPW, KENTA, nas gravações do Impact em 30 de março. No entanto, em 24 de março, foi anunciado que Alexander havia desistido do título devido a uma lesão no tríceps, encerrando seu segundo reinado e recorde de 335 dias. O segmento foi transmitido nas gravações do Impact em 9 de abril.
Alexander fez seu retorno após a lesão no Slammiversary, confrontando o campeão mundial do Impact, Alex Shelley. Ele teve sua primeira luta desde a lesão no Multiverse United 2, onde se uniu a DKC, El Phantasmo, PCO e Guerrillas of Destiny (Tama Tonga e Tanga Loa) em uma luta de sextetos. Ele retornou aos ringues no Emergence, fazendo equipe com o Time Machine (Chris Sabin, Alex Shelley e Kushida) em uma luta de quartetos contra Brian Myers, Lio Rush, Bully Ray e Moose. A equipe de Alexander perdeu quando Steve Maclin, que também estava retornando de lesão, interferiu no combate ao atacar Alexander. Isso iniciou uma breve rivalidade entre Alexander e Maclin, que culminou no Victory Road, onde Alexander derrotou Maclin. Após essa vitória, Alexander iniciou uma rivalidade com Alex Shelley em uma tentativa de reconquistar o Campeonato Mundial do Impact. Ele desafiou Shelley pelo título no Bound for Glory, mas não teve sucesso. No episódio de 16 de novembro do Impact!, Alexander foi derrotado por Will Ospreay.

#### The Northern Armory (2024–2025)
Em 13 de janeiro de 2024, no Hard To Kill, Alexander derrotou Alex Hammerstone na estreia deste último. Na edição de 18 de janeiro do Impact!, Alexander venceu Will Ospreay em uma revanche de seu encontro anterior em outubro. A luta recebeu uma classificação de 5,5 estrelas de Dave Meltzer, tornando-se a primeira luta de cinco estrelas na carreira de Alexander. Em 20 de fevereiro, foi anunciado que a TNA Wrestling havia estendido o contrato de Alexander com a empresa. Em 23 de fevereiro, no No Surrender, Alexander derrotou Simon Gotch. Em 8 de março, no Sacrifice, Alexander foi derrotado por Hammerstone em uma revanche do Hard To Kill. No Rebellion de 20 de abril, Alexander venceu Hammerstone em seu terceiro confronto, uma luta Last Man Standing, encerrando a rivalidade. Em 3 de maio, no Under Siege, Alexander e Eric Young derrotaram Steve Maclin e Frankie Kazarian.
No Slammiversary, Alexander participou de uma luta de eliminação de 6 homens pelo Campeonato Mundial da TNA, que incluía Joe Hendry, Steve Maclin, Nic Nemeth, Frankie Kazarian e o campeão da época, Moose. Durante a luta, Alexander aplicou um low blow em Hendry, eliminando-o e virando heel pela primeira vez desde 2021. Alexander seria posteriormente eliminado pelo eventual vencedor, Nic Nemeth. Isso deu início a uma rivalidade entre Alexander e Hendry. Após falhar em conquistar o Campeonato Mundial da TNA de Nic Nemeth em uma luta Iron Man no Emergence, Alexander perdeu para Hendry por submissão no Victory Road.
No episódio de 10 de outubro do Impact!, Alexander formou um novo grupo chamado The Northern Armory, junto com Judas Icarus e Travis Williams.
Em 19 de janeiro de 2025, no Genesis, Alexander foi derrotado por Mike Santana em uma luta "I Quit" match. Após a luta, Alexander anunciou que estava deixando a TNA.

### New Japan Pro-Wrestling (2021, 2023)
Alexander fez sua estreia na New Japan Pro-Wrestling (NJPW) no episódio de 18 de junho de 2021 do NJPW Strong, derrotando Alex Coughlin. No episódio de 9 de abril de 2022 do Strong, Alexander derrotou Karl Fredericks. Em 16 de abril, no Windy City Riot, Alexander fez equipe com Fred Rosser, Alex Coughlin, Ren Narita e Chris Dickinson para derrotar o Team Filthy (Royce Isaacs, Jorel Nelson, JR Kratos, Black Tiger e Danny Limelight).
Em 18 de fevereiro de 2023, no Battle in the Valley, Alexander se juntou a Máscara Dorada, Adrian Quest e Rocky Romero em uma luta de quartetos contra Kushida, Volador Jr., Kevin Knight e The DKC, mas sua equipe saiu derrotada. No Destruction in Ryōgoku, Alexander e os Motor City Machine Guns (Alex Shelley e Chris Sabin) desafiaram Kazuchika Okada, Hiroshi Tanahashi e Tomohiro Ishii pelo Campeonato NEVER Openweight de Trios, mas não tiveram sucesso.

### Maple Leaf Pro Wrestling (2024–presente)
Em 19 de outubro de 2024, Alexander fez sua estreia na Maple Leaf Pro Wrestling (MLP) na Noite 1 do evento inaugural da promoção, Forged in Excellence, fazendo equipe com El Phantasmo e Stu Grayson para derrotar Trevor Lee, Rocky Romero e Alex Zayne. No dia 20 de outubro, na Noite 2 do evento, Alexander desafiou sem sucesso Konosuke Takeshita pelo Campeonato Internacional da AEW.
Em 10 de maio de 2025, no Northern Rising, Alexander derrotou Q.T. Marshall. Mais tarde no evento, Alexander competiu e venceu uma luta Gauntlet For The Gold de 20 homens, se tornando o primeiro campeão canadense da MLP.

### All Elite Wrestling (2025–presente)
Em 16 de abril de 2025, Alexander fez sua estreia na All Elite Wrestling (AEW) na edição especial Spring BreakThru do Dynamite, sendo revelado como o participante surpresa no torneio masculino da Owen Hart Cup contra "Hangman" Adam Page, no qual ele perdeu. Após a luta, Alexander atacou Page sob as ordens de Don Callis, se juntando à Don Callis Family e se estabelecendo como um vilão.

## Vida pessoal
Lemay é casado com a lutadora profissional Jade Chung desde 2016. Juntos, eles têm dois filhos. Além de sua carreira no wrestling, Lemay trabalhou como isolador de construção até 1º de setembro de 2021.
Lemay revelou no Twitter em maio de 2021 que usa um protetor de cabeça estilo wrestling amador depois de desenvolver um caso grave de "orelha de couve-flor" em 2013, o que resultou na amputação temporária de sua orelha esquerda para remover o tecido cicatricial. Ele passou a usar o protetor para proteger a orelha depois que ela foi reanexada. Embora Lemay não precise mais do protetor de cabeça, ele continuou a usá-lo.

## Títulos e prêmios
- AAW Wrestling

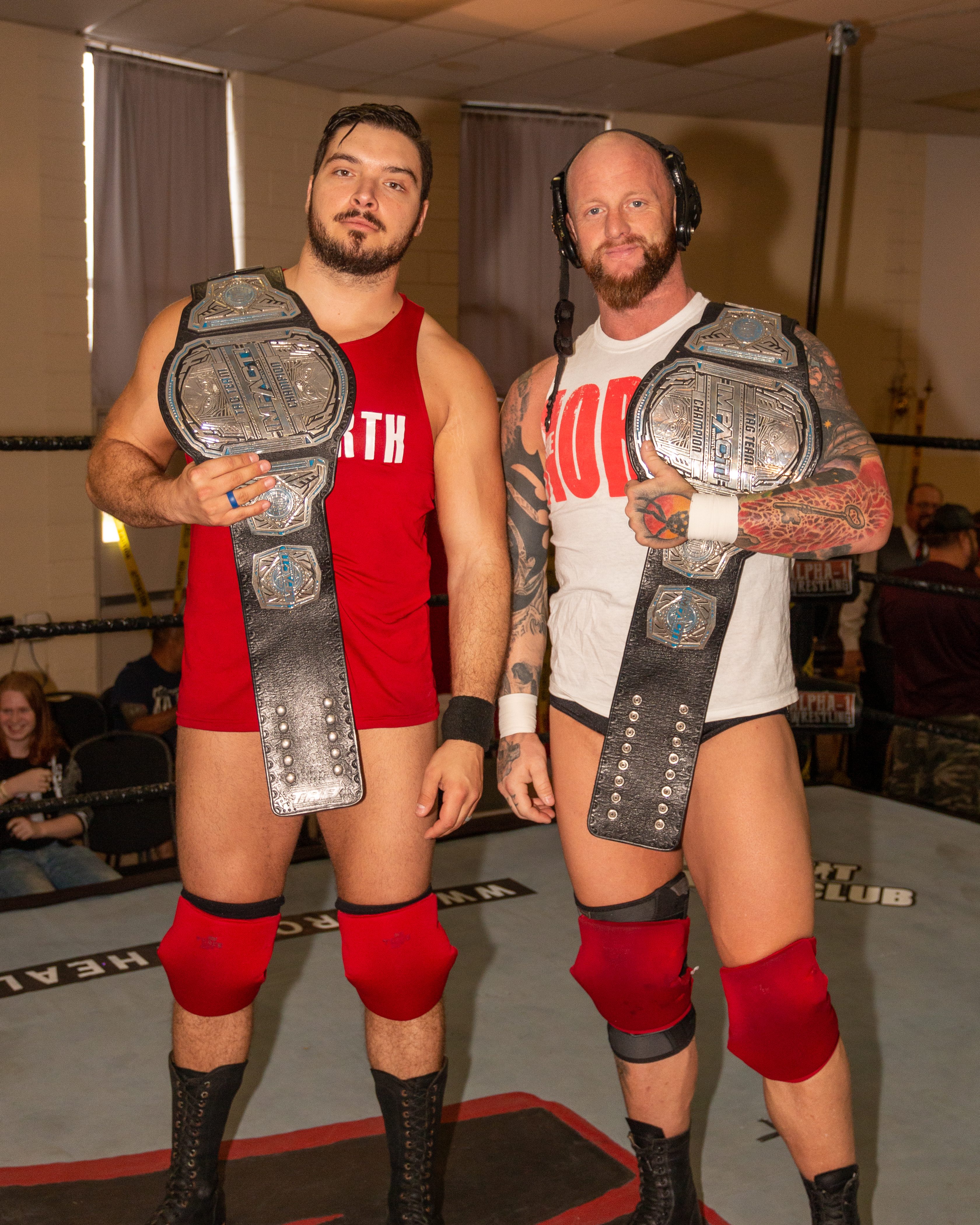
Alexander foi duas vezes campeão mundial de duplas do Impact, ao lado de Ethan Page, como The North.

  - AAW Heavyweight Championship (2 vezes)[88]
  - Torneio Jim Lynam Memorial (2019)[89]
- Absolute Intense Wrestling
  - AIW Absolute Championship (1 vez)[90]
  - JT Lightning Invitational Tournament (2016)[91]
- Alpha-1 Wrestling
  - A1 Alpha Male Championship (4 vezes)[92]
  - A1 Zero Gravity Championship (1 vez)[93]
  - A1 Tag Team Championship (2 vezes) – com Tyson Dux, Gavin Quinn (1) e Ethan Page (1)[94]
  - King Of Hearts (2018)[95]
- Capital City Championship Combat
  - C4 Championship (1 vez)[96]
  - C4 Tag Team Championship (1 vez) – com Rahim Ali[97]
- Collective League Of Adrenaline Strength And Honor
  - CLASH Championship (1 vez)[98][99]
- Cross Body Pro Wrestling Academy
  - CBPW Championship (2 vezes)[100]
- Deathproof Fight Club
  - DFC Championship (1 vez)[101]
- Destiny World Wrestling
  - DWW Championship (1 vez)[102]
  - DWW Interim Championship (1 vez)[103][104]
- Fringe Pro Wrestling
  - FPW Tag Team Championship (1 vez) – com Ethan Page[105]
- Great Canadian Wrestling
  - GCW Tag Team Championship (1 vez) – com Tyler Tirva[106]
- Impact Wrestling
  - Campeonato Mundial do Impact (2 vezes)[107]
  - Campeonato da X Division do Impact (1 vez)[108]
  - Campeonato Mundial de Duplas do Impact (2 vezes) – com Ethan Page[109]
  - Nono Campeão do Triple Crown
  - Prêmios de Fim de Ano do Impact (7 vezes)
    - Dupla do Ano (2019, 2020) – com Ethan Page[110]
    - Lutador Masculino do Ano (2021, 2022)[111][112]
    - Luta Masculina do Ano (2021) – vs. TJP em 3 de junho no BTI[111]
    - Luta do Ano (2022) – vs. Mike Bailey no Impact! em 8 de dezembro[112]
    - Momento do Ano (2022) Derrotando Moose para conquistar o Campeonato Mundial do Impact Rebellion[112]
- Insane Wrestling League
  - IWL Tag Team Championship (1 vez) – com Ethan Page[113]
- International Wrestling Cartel
  - IWC Super Indy Championship (2 vezes)[114]
  - IWC Tag Team Championship (1 vez) – com Ethan Page[115]
  - Super Indy 15[116]
- Maple Leaf Pro Wrestling
  - MLP Canadian Championship (1 vez, inaugural, atual)
- New School Wrestling
  - NSW Heavyweight Championship (2 vezes)[117]
  - NSW Cruiserweight Championship (1 vez)[118]
  - NSW Tag Team Championship (1 vez) – com Steve Brown[119]
- No Limits Wrestling
  - NLW Strong Style Championship (1 vez)[120]
  - Steel City Strong Style Tournament (2018)[121]
- Pro Wrestling Guerrilla
  - Campeonato Mundial de Duplas da PWG (1 vez) – com Ethan Page [122]
- Pro Wrestling Illustrated
  - PWI o colocou na #9ª posição dos 500 melhores lutadores individuais no PWI 500 em 2023[123]
- Pro Wrestling Ontario
  - PWO Trios Championship (1 vez) – com Scotty O'Shea e Steve Brown[124]
- Pure Wrestling Association
  - PWA Elite Championship (1 vez)[125]
  - PWA Pure Violence Championship (1 vez)[126]
  - PWA Niagara Tag Team Championship (1 vez) – com Reese Runnels[127]
- Sports Illustrated
  - Sports Illustrated o colocou na #9ª posição entre os 10 melhores lutadores de 2021[128]
- Squared Circle Wrestling
  - SCW Premier Championship (2 vezes)[129]
- The Wrestling Revolver 
  - PWR Tag Team Championship (1 vez) – com Ethan Page[130]
- Union Of Independent Professional Wrestlers
  - UNION Heavyweight Championship (1 vez)[131]
- Unlimited Wrestling
  - Unlimited Wrestling Championship (1 vez)[132]